# Hologymnetis undulata
Hologymnetis undulata är en skalbaggsart som beskrevs av Nicholas Aylward Vigors 1825. Hologymnetis undulata ingår i släktet Hologymnetis och familjen Cetoniidae. Inga underarter finns listade i Catalogue of Life.